# Granatnik automatyczny

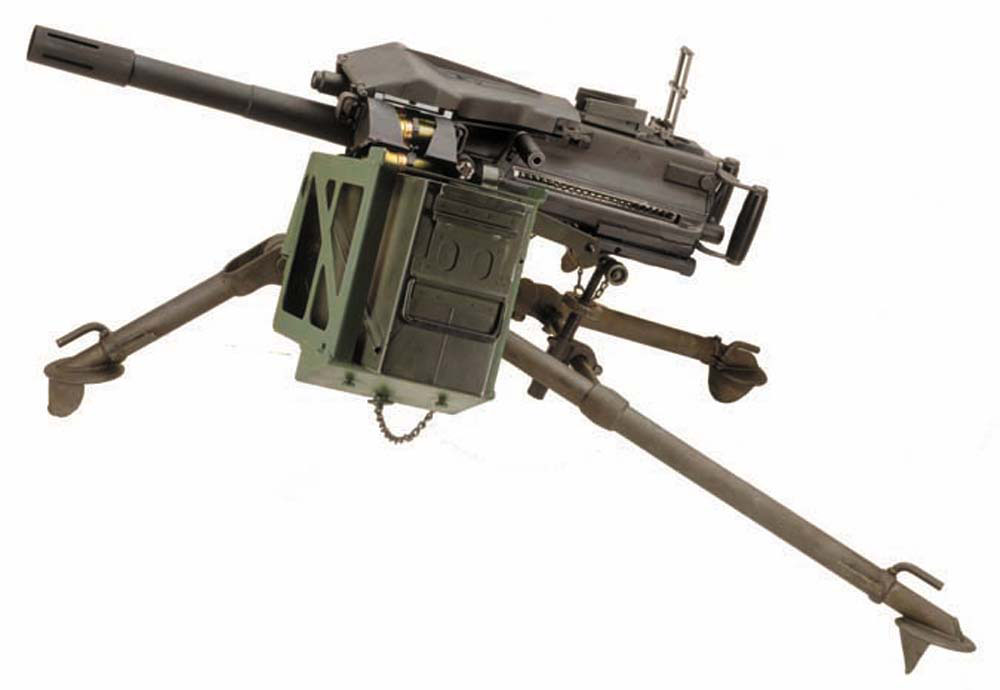
Granatnik automatyczny Mk 19

Granatnik automatyczny – rodzaj granatnika będącego samoczynną bronią zespołową (zdolną do prowadzenia ognia ciągłego). Granatniki tego typu zasilane są najczęściej nabojami z pociskami wybuchowymi (granatami) o kalibrze powyżej 20 mm. Zasilanie odbywa się za pomocą taśmy lub z magazynka. Broń często montowana na lekkich pojazdach opancerzonych.
Granatniki automatyczne są alternatywą dla karabinów maszynowych (większa siła ognia) i lekkich działek automatycznych (mniejszy odrzut).